# The Hottest Moment
|  | Denne artikel er oprettet af botten PalnaBot ud fra en ekstern database. Den kan derfor have sproglige fejl eller mangler. Denne skabelon kan fjernes efter kontrol af indholdet. |

The Hottest Moment er en film instrueret af Beatrice Eggers.

## Handling
En mediumistisk sanselig musikfilm om solens natur og menneskets indre eventyr.